# 대흥초등학교 (충남)
대흥초등학교는 대한민국 충청남도 예산군 대흥면 동서리에 있는 공립 초등학교이다.

## 학교 연혁
| 1911년 | 9월 1일  | 공립대흥보통학교 개교(설립인가 7월 5일, 4년제) |
| 1911년 | 11월 1일 | 대흥공립보통학교로 개칭                        |
| 1938년 | 4월 1일  | 대흥공립심상소학교로 개칭                      |
| 1941년 | 4월 1일  | 대흥공립국민학교로 개칭                        |
| 1949년 | 9월 30일 | 대률공립국민학교 분리                          |
| 1950년 | 12월 1일 | 대흥국민학교로 개칭                            |
| 1963년 | 3월 22일 | 대야분교장 설립                                |
| 1969년 | 3월 1일  | 대송국민학교 분리                              |
| 1984년 | 3월 1일  | 대송분교장 본교 편입                           |
| 1996년 | 3월 1일  | 대흥초등학교로 개칭                            |
| 1999년 | 2월 28일 | 대송분교장 통폐합                              |
| 2015년 | 2월 13일 | 제101회 졸업식                                 |
| 2015년 | 3월 1일  | 6학급 편성(유치원 1학급)                       |
| 2017년 | 2월 17일 | 제103회 졸업식                                 |
| 2017년 | 3월 1일  | 6학급 편성(유치원 1학급)                       |

## 참고 자료
- 대흥초등학교 - 한국교육학술정보원 학교알리미